# 週刊Music EX
週刊Music EX（しゅうかん ミュージック イーエックス）は、BIGLOBEストリームで無料オンデマンド配信されていた音楽情報番組である。毎週金曜日15時に新しい内容に更新される。

## 司会者
- 三村ロンド・西崎彩（2005年11月 - 2006年9月）
- 寺岡望美（2006年10月 - 2007年9月）
- 伊藤友里（2007年10月 - 2008年3月）
- 滝沢乃南（2008年4月 - 2008年9月）